# Seaton Delaval Hall

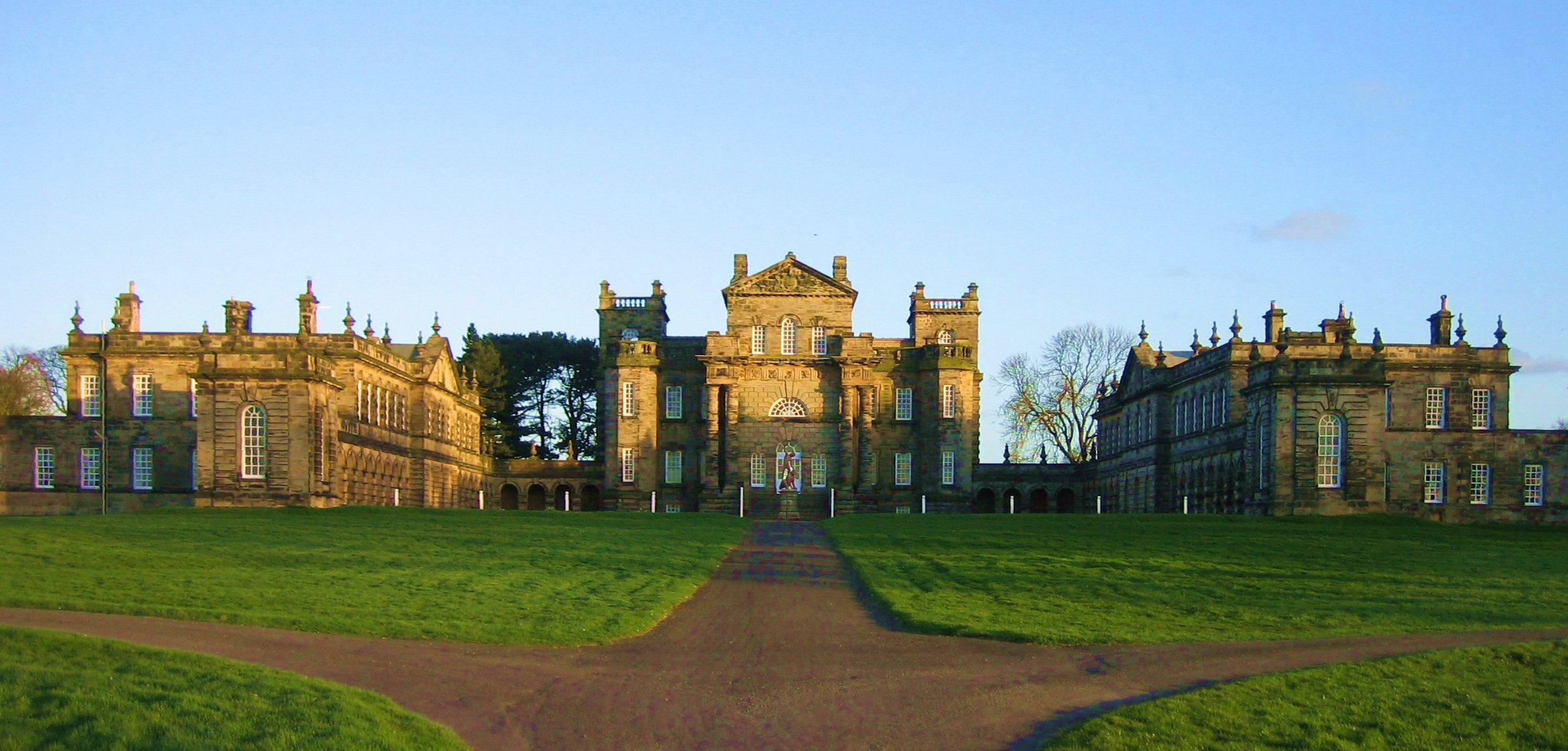
Seaton Delaval Hall visto de Norte.

Seaton Delaval Hall é um palácio rural inglês situado em Northumberland, entre Seaton Sluice e Seaton Delaval. Foi desenhado segundo o estilo arquitectónico conhecido por Barroco Inglês, pelo arquitecto Sir John Vanbrugh, em 1718, para o Almirante George Delaval. 

## História
A família Delaval já era proprietária da herdade onde se ergueria o Seaton Delaval Hall desde os tempos da Conquista Normanda. O almirante Delaval, tendo feito a sua fortuna a partir de prémios recebidos enquanto estava ao serviço da marinha (também havia servido como enviado britânico durante o reinado da Rainha Ana), comprou a propriedade a um parente empobrecido. O almirante desejou inicialmente que John Vanbrugh expandisse e modernizasse a mansão existente, mas ao ver o local, Vanbrugh sentiu que não poderia fazer nada ali e aconselhou a completa demolição de tudo, excepto a antiga capela próxima do edifício. A nova mansão resultante seria o último palácio rural desenhado por Vanbrugh, sendo visto como a sua obra-prima. O estilo usado na construção foi o chamado Barroco Inglês, o qual Vanbrugh desenvolveu a partir do Barroco popular na Europa continental, mais decorado e arquitectonicamente iluminado. 

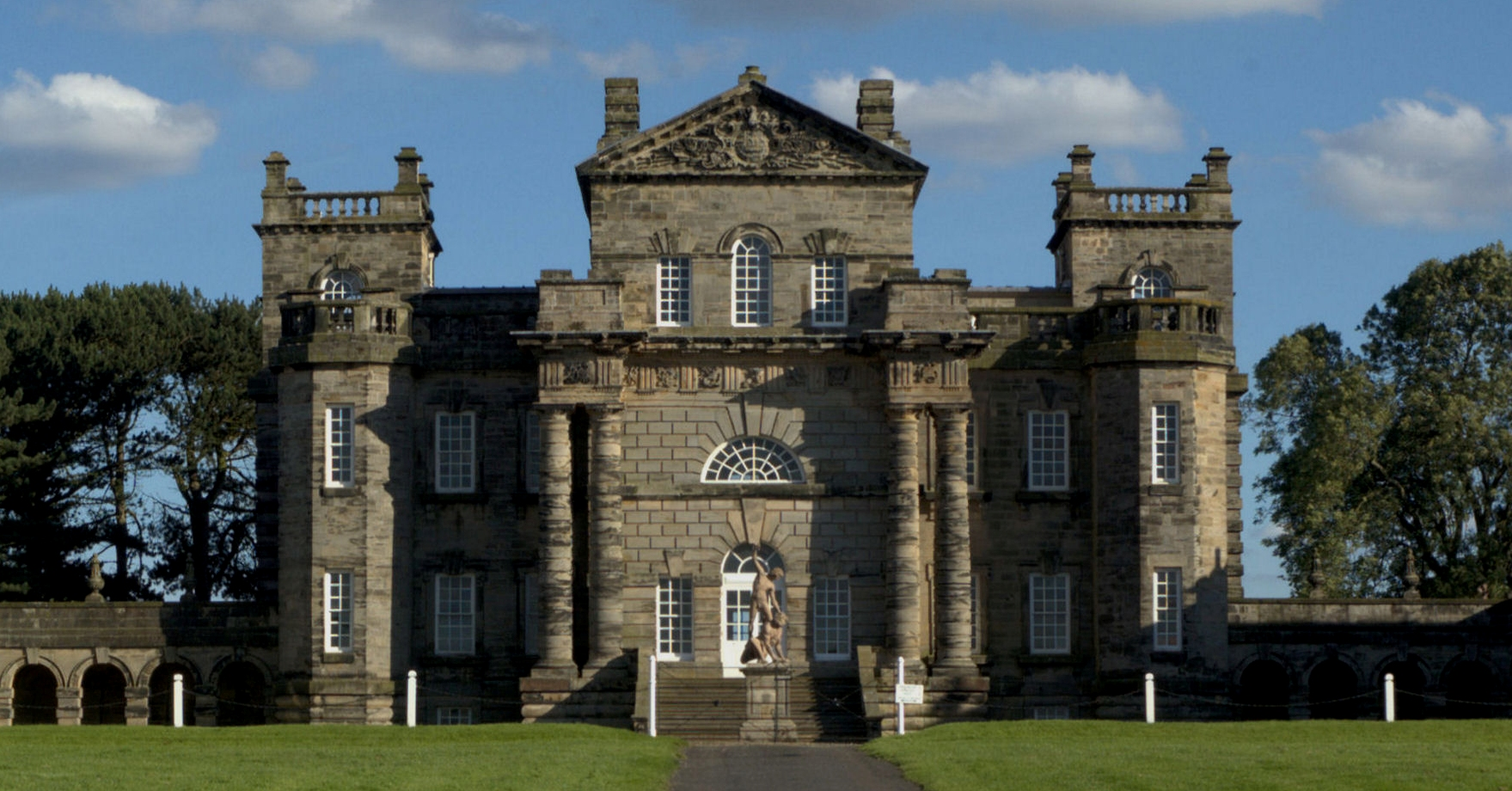
Seaton Delaval Hall, bloco central visto de Norte.

Quando o almirante George Delaval veio para a propriedade, no início do século XVIII, chamou John Vanbrugh para demolir a velha casa e construir uma nova que deveria comparar-se ao esplendor de Castle Howard e de outros grandes palácios rurais do Norte da Inglaterra; pretendia, assim, reflectir amplamente a sua prosperidade, a qual se acumulava lenta mas inevitavelmente com a crescente procura do carvão na na sua herdade. 
John Vanbrugh examinou o local pela primeira vez cerca de 1718 e em 1728 o novo edifíco estava concluido, embora o almirante nunca se tenha deleitado com a sua magnificência, uma vez que faleceu em 1723 após cair do seu cavalo. A propriedade foi, então, herdada pelo seu sobrinho Francis. 
O desenho consiste num bloco central, ou "corps de logis", contendo as salas de estado e outras salas principais, flanqueado por duas alas com arcadas e frontões, onde se situavam os estábulos, na ala Este, e aposentos secundários e de serviço, na ala Oeste. Desde a conclusão do palácio, em 1728, que este tem tido uma história desafortunada. Nem o arquitecto nem o patrão viveram tempo suficiente para ver a obra completa; a partir daí passou por uma sucessão de herdeiros, sendo habitado apenas intermitentemente. 
Em 1822 o Bloco Central foi destruído pelo fogo e o palácio abandonado, vindo a ser parcialmente restaurada em 1862-1863. Apesar das obras de reatauro ocorridas em 1959, o edifício permaneceu desocupado até à década de 1980 quando, depois de um periodo de 160 anos, Edward Delaval Henry Astley, 22º Barão Hastings, se mudou para a ala Oeste. Esta tornar-se-ia a sua residência permanente até à sua morte em 2007. Enquanto que o exterior se mantém como um perfeito exemplo do barroco inglês, o interior das salas de estado permanece sem obras de restauro desde o incêndio.

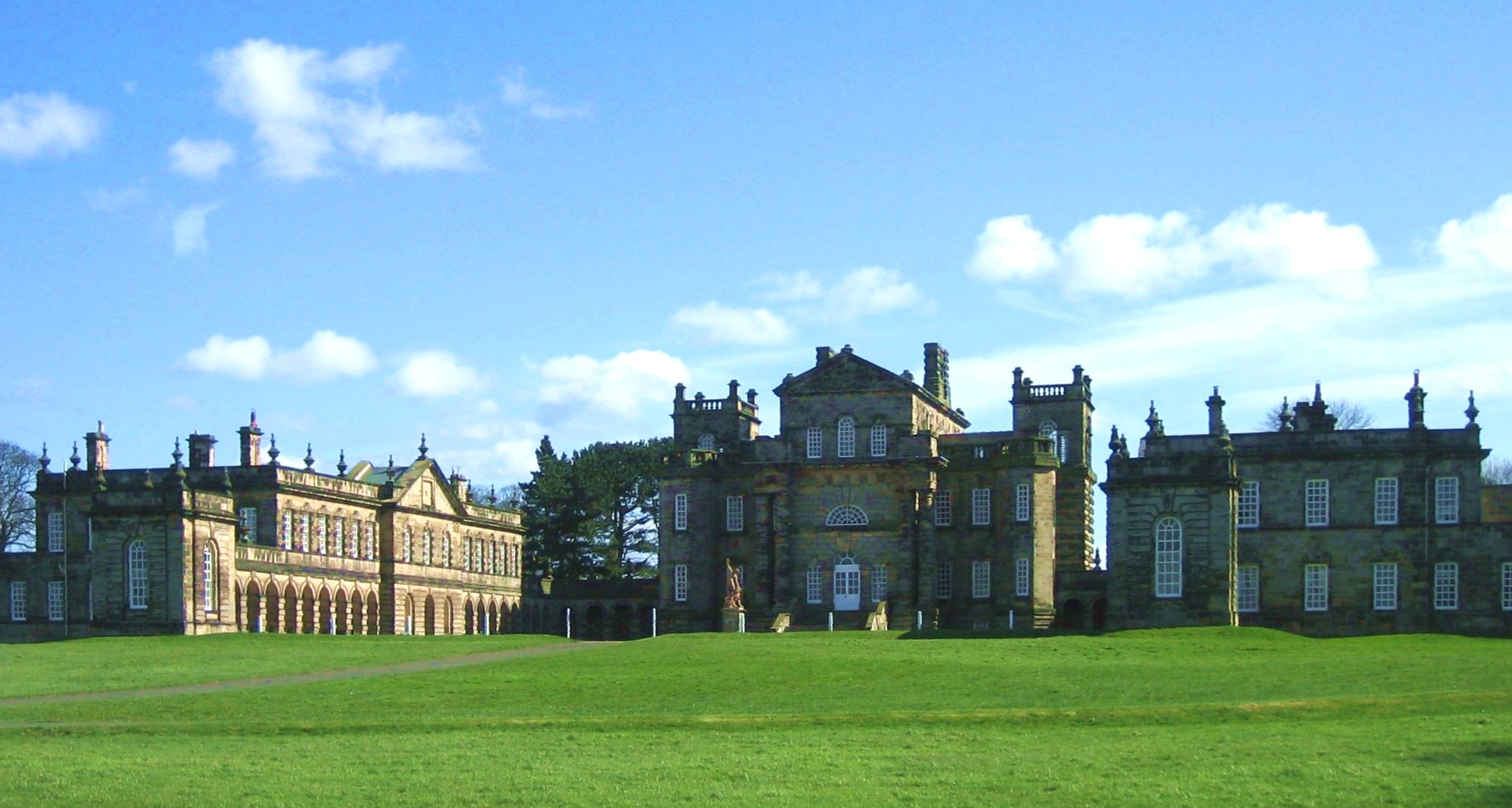
O palácio visto a partir do Noroeste.

Seaton Delaval, com o seu alto Pórtico Jónico, é um dos mais refinados trabalhos de Vanbrugh. Baseia-se no estilo Palladiano introduzido no país por Inigo Jones. O bloco principal (com o Pórtico Jónico) eleva-se até ático com frontão, flanqueado por duas torres com chaminés nas esquinas. Esteve desabitado desde 1822, quando foi quase destruido por um desastroso incênsio, atribuido às gralhas que se aninhavam nas chaminés. Os efeitos do fogo ainda são bem visíveis no grande hall, o qual tinha originalmente 30 pés de altura, mas que agora está aberto até ao telhado. Nos nichos situados nas paredes existem severas estátuas de musas enegrecidas. 
O "Comité Educacional do Condado de Northumberland como lembrança da Coroação de Sua Majestade, a Rainha Isabel II, e uma recordação da sua lealdade a Sua Majestade e ao belo Condado de Northumberland" (1953) teceu considerações sobre o palácio ao afirmar: A grande casa de Seaton Delaval ergue-se em esplendor estadual no seu parque, no final de uma aristocrática avenida com uma milha de extensão, austera, com a fragrância da grandeza desaparecida. O fogo e os anos passados têm deixado as suas marcas na velha casa, e nos seus salões de mármore já não ecoam as risadas alegres dos Delavals.

## Vanbrugh e o Seaton Delaval Hall

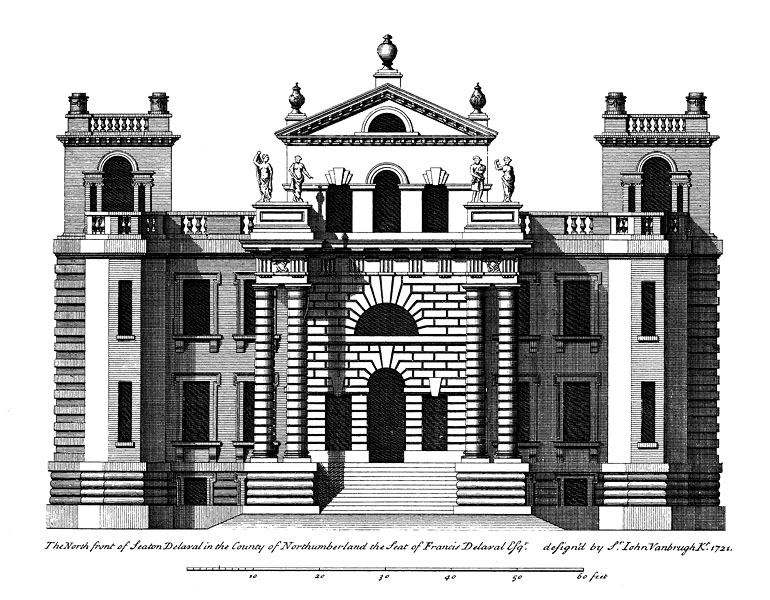
Seaton Delaval Hall, bloco central desenhado antes de estar completo, tal como Vanbrugh o imaginou. As estátuas nos frontões nunca chegaram a ser executadas.

O Seaton Delaval Hall foi a obra final de Vanbrugh, com este nortenho e um tanto triste palácio rural a ser considerado a sua mais refinada obra-prima arquitectónica. Nesta fase da sua carreira como arquitecto, Vanbrugh era uma mestre do Barroco, tendo adoptado esta corrente não só em Castle Howard, com um barroco flamboyant continental, mas também no Palácio de Blenheim, mais severo mas ainda assim bastante decorado. Os ornamentos foram quase escondidos: um recesso ou um pilar não estavam colocados para suporte, mas sim para criar um jogo de luz e sombra. A silhueta do edifício tinha tanta, se não mesmo superior, como o esquema do interior. Em cada aspecto do edifício, a subtileza era a palavra-chave. 
Construido entre 1718 e 1728 para o almirante George Delaval, substituiu a casa existente no local. É possível que o desenho do Seaton Delaval Hall tenha sido influenciado pela Villa Foscari (algumas vezes conhecida como "La Malcontenta") de Palladio, construida cerca de 1555. Ambos têm fachadas rústicas e janelas em forma de meia-lua sobre uma entrada sem pórtico. Mesmo o grande ático com frontão da Villa Foscari dá pistas para o clerestório do grande hall de Seaton. 
O conceito de desenho produzido por Vanbrugh em Seaton Delaval foi semelhante ao usado no Castle Howard e no Palácio de Blenheim: um bloco central entre duas alas arcadas e com frontões. De qualquer forma, Seaton Delaval foi concebido para uma escala muito menor. A obras começaram em 1718 e continuaram durante uma década. O edifício representa um progresso mais em relação ao estilo de Blenheim que ao do anterior Castle Howard. O bloco principal, ou corps de logis, contém, tal como em Blenheim e no Castle Howard, as principais salas de estado e de estar, formando o centro de um pátio com três lados. Torres coroadas por balaustradas e pináculos dão ao palácio aquilo a que Vanbrugh chamava de "seu ar de castelo". 

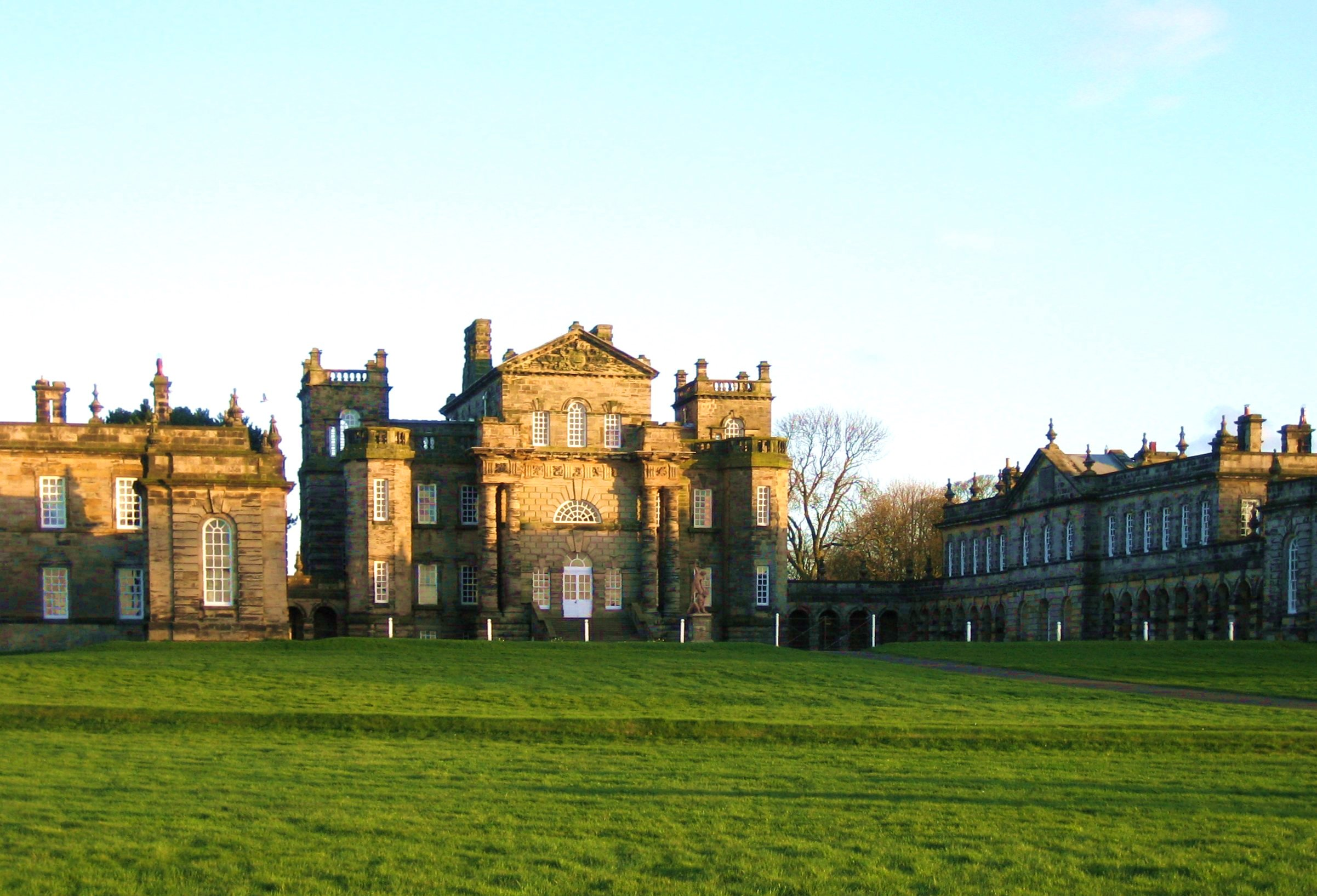
Vista do palácio a partir do Norte.

Seaton Delaval foi um dos poucos palácios rurais desenhados por Vanbrugh sem a ajuda de Nicholas Hawksmoor. a sobriedade do seu trabalho conjunto tem sido atribuida, por vezes, a Hawksmoor, e mesmo assim, Seaton Delaval é, de facto, um edifício muito sombrio. Enquanto que o Castle Howard poderia estar localizado com sucesso em Dresden ou Würzburg, a austeridade e solidez de Seaton Delaval pertencem firmemente à paisagem do Northumberland. Vanbrugh, na fase final da sua carreira, libertou-se totalmente das regras de arquitectura usadas pela geração anterior. O rústico trabalho em pedra é usado para toda a fachada, inluindo a da entrada, onde os pares de colunas gémeas suportam pouco mais que uma cornija de pedra. Esta scolunas gémeas são severas, utilitárias e, ainda, ornamentais, pois não fornecem qualquer uso estrutural. Isto é parte da qualidade furtiva do barroco de Seaton Delaval: o ornamental aparece como uma demonstração de força e massa.
A igualmente severa, mas perfeitamente proporcionada, fachada do jardim tem no seu centro um pórtico de quatro colunas com um balcão coberto. Aqui, o canelado das colunas de pedra parece quase excessivamente ornamentado. Tal como em Blenheim, o bloco central é dominado pelo saliente clerestório do grande hall, adicionado ao dramatismo da silhueta do edifício, mas ao contrário do que acontece noutros palácio de Vanbrugh,aqui nenhuma estatuária decora o escape do telhado. A decoração é providenciada somente por uma simples balaustrada ocultando a linha dos telhados, e chaminés disfarçadas como florões nas balaustradas das torres baixas. Vanbrugh era, agora, um verdadeiro mestre do Barroco. A acumulação de pedra, as colunatas das alas laterais, o pesado trabalho em cantaria e os intrincados recessos criam um jogo de luz e sombra, o qual é um ornamento em si próprio. 
Entre os arquitectos, apenas Vanbrugh poderia ter tomado para sua inspiração uma das obras-primas de Palladio enquanto retinha os valores humanistas do edifício, alterando-o e adaptando-o até formar uma forma única do Barroco, nunca vista em qualquer outro ponto da Europa. 

## Parque e Estábulos

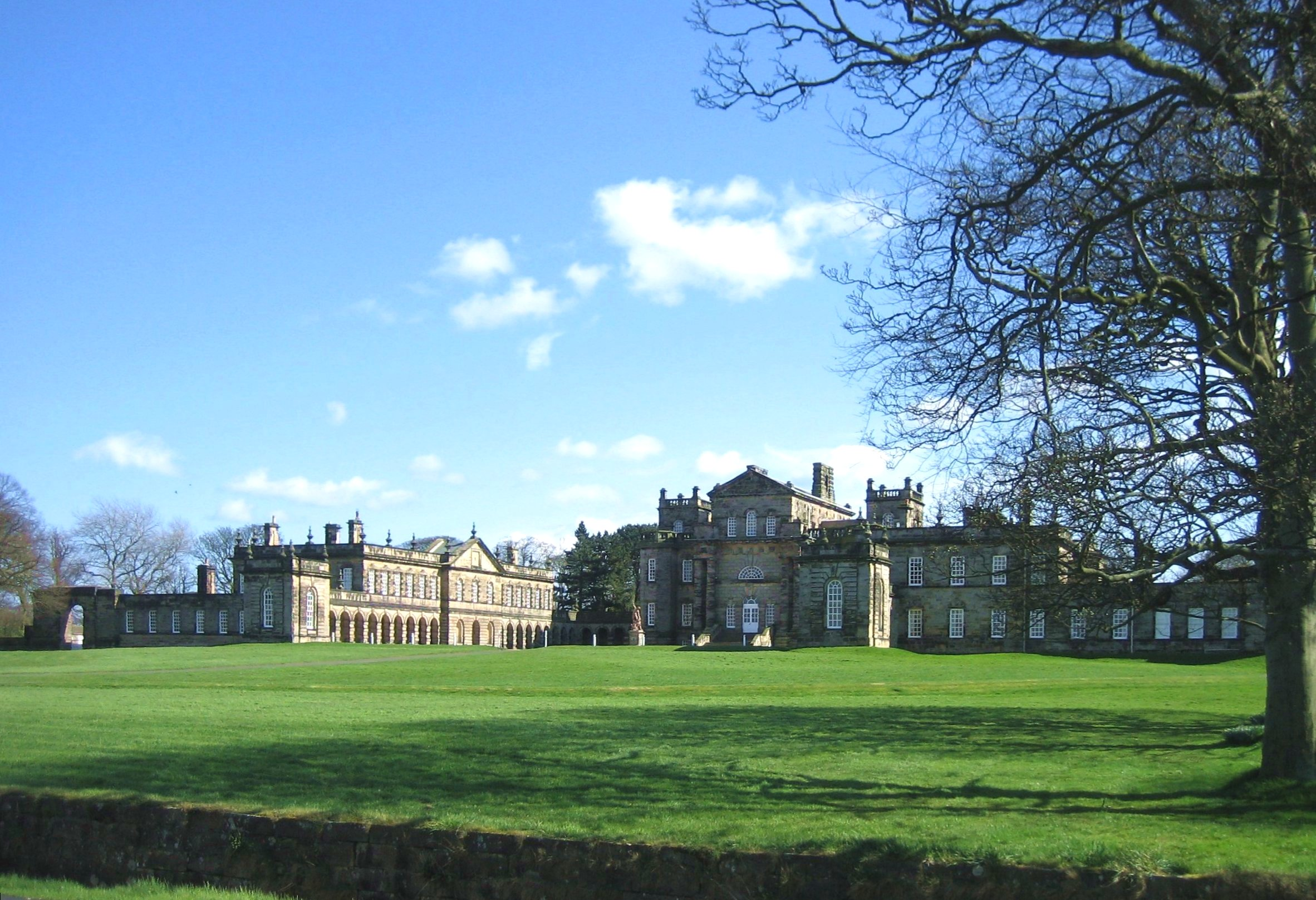
Panorâmica do palácio a partir do Noroeste.

A ala Oeste do Seaton Delaval Hall, a qual foi danificada num incêndio anterior mas restaurada segundo o plano original, distingue-se por uma grande colunata e ostenta por cima uma cozinha abobadada. A principal característica da ala Oeste é o estábulo, uma câmara com sessenta pés, de desenho Palladiano, com estábulos e manjedouras da pedra adaptados para os cavalos mais perfeitos. Entre as duas alas fica um grande pátio aberto com 180 pés de comprimento por 152,5 pés de largura. 
Visto por cima das árvores do parque, fica um mausoléu de pedra, coberto por uma majestosa cúpula e dotado de um pórtico que descansa em enormes monólitos com várias toneladas de peso. Este foi erguido por Lord Delaval para o seu único filho, John, que morreu em 1775 aos 20 anos de idade, "como resultado de ter sido atingido num órgão vital por um pontapé desferido por uma criada da lavandaria, à qual ele pagava os seus vestidos". Também no parque fica um jardim de Inverno coroado por alegres figuras de querubins e alguns esplêndidos grupos de estatuária plúmbea; um destes mostra uma frágil figura de David, com a funda vazia, levemente equilibrado sobre a figura de um Golias contraído, o qual tem os seus polegares dobrados no interior das palmas das mãos, uma precaução Northumbriana contra a feitiçaria. 